# 스파이스 걸스
스파이스 걸스(영어: Spice Girls)는 1994년 영국에서 결성된 팝 걸 그룹이다. 그룹은 제리 할리웰("진저 스파이스"), 멜러니 C("스포티 스파이스"), 빅토리아 베컴("포쉬 스파이스"), 멜러니 B("스캐리 스파이스"), 엠마 번튼("베이비 스파이스")의 5인조 멤버로 구성되어 있다. 그들은 버진 레코드와 계약을 해 1996년 발매된 데뷔 싱글 "Wannabe"는 전 세계 31개국에서 정상을 차지하며 메가 히트를 기록하였고, 세계적으로 큰 명성을 얻었다. 그들의 데뷔 정규 앨범 Spice는 전 세계에서 3,000만장 이상의 판매량을 기록하였는데, 이는 걸 그룹 역사상 최고 판매량 기록이다. 그들의 다음 앨범 Spiceworld는 2,000만장 이상의 판매량을 기록했다. 스파이스 걸스는 전 세계적으로 총 8,500만 장이 넘는 음반 판매고를 올려 역사상 세계에서 가장 높은 판매고를 올린 걸 그룹으로 기록되었고, "비틀즈 열풍" 이후 가장 큰 영국의 팝 문화 현상이었다.
그들은 성공의 방안으로 국제적인 판매를 기록한 2007–2008 리유니언 투어를 포함해, 캐릭터 상품, 기록적인 성과, 할리웰의 상징하는 유니언 잭 드레스와 그들을 대표하는 "걸 파워", 그리고 영화 스파이스 월드이 있다. 그룹은 연간 7,500만 달러의 수익을 벌어 들였고, 1996년과 1998년 사이에는 5억~8억 달러의 수익을 올린 것으로 추정되며, 가장 성공한 그룹 중 하나로 평가되고 있다. 그들의 매니저이자 멘토인 사이먼 풀러는 스파이스 걸스의 상품화를 수용하고 영국과 세계 언론의 주기적인 특색이 되었다. 1996년, 영국의 대중 음악 잡지의 Top of the Pops에 의해 채택된 애칭은 그룹의 각 멤버들을 대표하는 애칭으로 불리었다. Rolling Stone의 저널 리스트 겸 전기 작가 데이비드 싱클레어에 따르면 "스캐리, 베이비, 진저, 포쉬, 스포티"는 존, 폴, 조지와 링고" 이후, 각각의 개인으로도 잘 알려진 그룹이라고 설명했다. "걸 파워" 현상을 일으킨, 스파이스 걸스는 1990년대의 대중 문화 아이콘이었다. 그들은 1990년대 제2차 영국 음악 침략(British Invasion)의 가장 성공적인 사례로 꼽히고 있다.

## 구성원
| 이름          | 소개 |
| ------------- | --- |
| 제리 할리웰   | - 본명 : 제럴딘 에스텔 "제리" 할리웰(Geraldine Estelle "Geri" Halliwell) - 애칭: 진저 스파이스(Ginger Spice) - 생년월일 : 1972년 8월 6일(52세) - 출생지 : 잉글랜드 하트퍼드셔주, 왓포드 - 국적 : 영국 - 포지션 : 리더, 보컬 - 활동기간 : 1994년~1998년, 2007년~2008년, 2012년 |
| 멜러니 C      | - 본명 : 멜러니 제인 치점(Melanie Jayne Chisholm) - 애칭: 스포티 스파이스(Sporty Spice) - 생년월일 : 1974년 1월 12일(51세) - 출생지 : 잉글랜드 머지사이드주 휘스턴 - 국적 : 영국 - 포지션 : 보컬 - 활동기간 : 1994년~2008년, 2012년                                           |
| 빅토리아 베컴 | - 본명 : 빅토리아 캐럴라인 애덤스(Victoria Caroline Adams) - 애칭: 포쉬 스파이스(Posh Spice) - 생년월일 : 1974년 4월 17일(50세) - 출생지 : 잉글랜드 에식스주, 할로 - 국적 : 영국 - 포지션 : 보컬 - 활동기간 : 1994년~2008년, 2012년                                           |
| 멜러니 B      | - 본명 : 멜러니 재닌 브라운(Melanie Janine Brown) - 애칭: 스캐리 스파이스(Scary Spice) - 생년월일 : 1975년 5월 29일(49세) - 출생지 : 잉글랜드 웨스트요크셔주 리즈 - 국적 : 영국 - 포지션 : 랩, 보컬 - 활동기간 : 1994년~2008년, 2012년                                        |
| 엠마 번튼     | - 본명 : 엠마 리 번턴(Emma Lee Bunton) - 애칭: 베이비 스파이스(Baby Spice) - 생년월일 : 1976년 1월 21일(49세) - 출생지 : 잉글랜드 런던 핀칠리 - 국적 : 영국 - 포지션 : 보컬 - 활동기간 : 1994년~2008년, 2012년                                                                |

## 경력

### 1994–1996: 결성과 초기 경력
주목: 18세에서 23세 사이인 당신은 노래를 부르거나 춤을 출 수 있습니까? 당신은 세상 물정에 밝고 외향적이며 야심차고 헌신적입니까?
하트 매니지먼트 리미티드(Heart Management Ltd.)는 현재 음반 계약을 위해 안무, 노래와 춤, 여성 모두가 참여하는 팝 밴드를 형성하고 있는 널리 성공적인 음악 산업 관리 컨소시엄입니다.
3월 4일 금요일 오전 11시부터 오후 5시 30분까지 볼더턴가 16번지(16 Balderton Street)에 위치한 댄스웍스(Danceworks)에서 공개 오디션이 열릴 예정이오니 악보나 백업 카세트를 가져오세요.

1990년대 초중반, 가족 매니지먼트 팀의 밥 허버트, 크리스 허버트와 린제이 캐스본은 팝 음악을 지배한 인기 보이 밴드의 테이크 댓과 이스트 17와 경쟁할 걸 그룹을 제작하는 것에 뜻을 모은다.
1994년 2월, 하트 매니지먼트는 잡지 《더 스테이지》(The Stage)에 18세부터 23세의 노래와 춤에 재능있는 소녀들을 찾는다는 오디션 광고를 낸다. 광고를 본 400여명의 어린 소녀들은 댄스 스튜디오에 방문하고, 10팀 씩 팀을 이뤄 춤을 추고 계속해 솔로로 노래를 불렀다. 이때 빅토리아 애덤스는 "Mein Herr", 멜라니 브라운은 "Greatest Love of All", 멜러니 치점은 "I'm So Excited", 미셸 스티븐슨은 "Don't Be a Stranger"를 불렀다. 오디션이 끝난 이후, 소녀들은 몇주 동안 결과를 기다렸다. 제리 할리웰은 스페인에서 스키를 타다 얼굴이 햇볕에 타 오디션을 볼 기회를 놓쳤다.
1994년 4월, 소녀들의 오디션에 대한 결과가 나왔고, 수잔 팅커, 멜라니 라코히, 리앤 모건, 트레이시 쉴드, 미셸 스티븐슨, 멜라니 브라운, 멜라니 치점, 빅토리아 애덤스 등이 합격했다. 할리웰은 두 달 후, 오디션을 보게 되었고, "I Wanna Be a Nightclub Queen"라는 노래를 불렀다. 이후, 2차 오디션에서 그들은 솔로 곡의 노래를 불렀고, 멜러니 브라운은 "Queen of the Night"를 불렀다. 수잔 팅커는 기차 폭파 협박으로 인한 지연으로 두 번째 오디션은 불참했다. 멜러니 치점은 첫 번째 오디션을 통과했지만 그녀의 편도선에 이상이 생겨 두 번째 오디션에 참석할 수 없었다. 치점은 그녀의 어머니의 요청으로 어렵사리 다시 오디션을 볼 기회를 얻었다. 그들은 마지막으로 선택을 받아 최종 멤버가 된다는 통보를 받았다. 멜라니 라코히의 대체자로는 빅토리아 애덤스, 리앤 모건의 대체자로는 멜러니 치점, 수잔 팅커의 대체자로는 제리 할리웰이 팀에 최종 멤버로 선택 되었다.
처음 두 달간은 브랙널의 사우스 힐 파크 레코딩 스튜디오에서 데모 녹음을 하는 일을 했고, 이후 작사가 팀 호스에 의해 "Sugar and Spice"라는 곡을 녹음하며 그들의 최종 밴드 이름을 얻었다. 그들은 또한 서리 주의 워킹에서 가까운 냅힐의 트리니티 스튜디오에서 여러 댄스 교습을 받았다. 그러나 미셸 스티븐슨은 유방암 진단을 받은 그녀의 어머니의 병으로 인해 그룹을 떠나는 결정을 했다. 허버트는 보컬 코치의 페피 레머의 추천을 받아 18세의 엠마 번튼은 1994년 7월에 팀에 합류했다. 그룹은 수차례의 쇼케이스를 선보였고, 19 엔터테인먼트의 사이먼 풀러가 관심을 보이며 1995년 9월 버진 레코드와 계약을 체결했다.

### 1996–1997:Spice와 주목

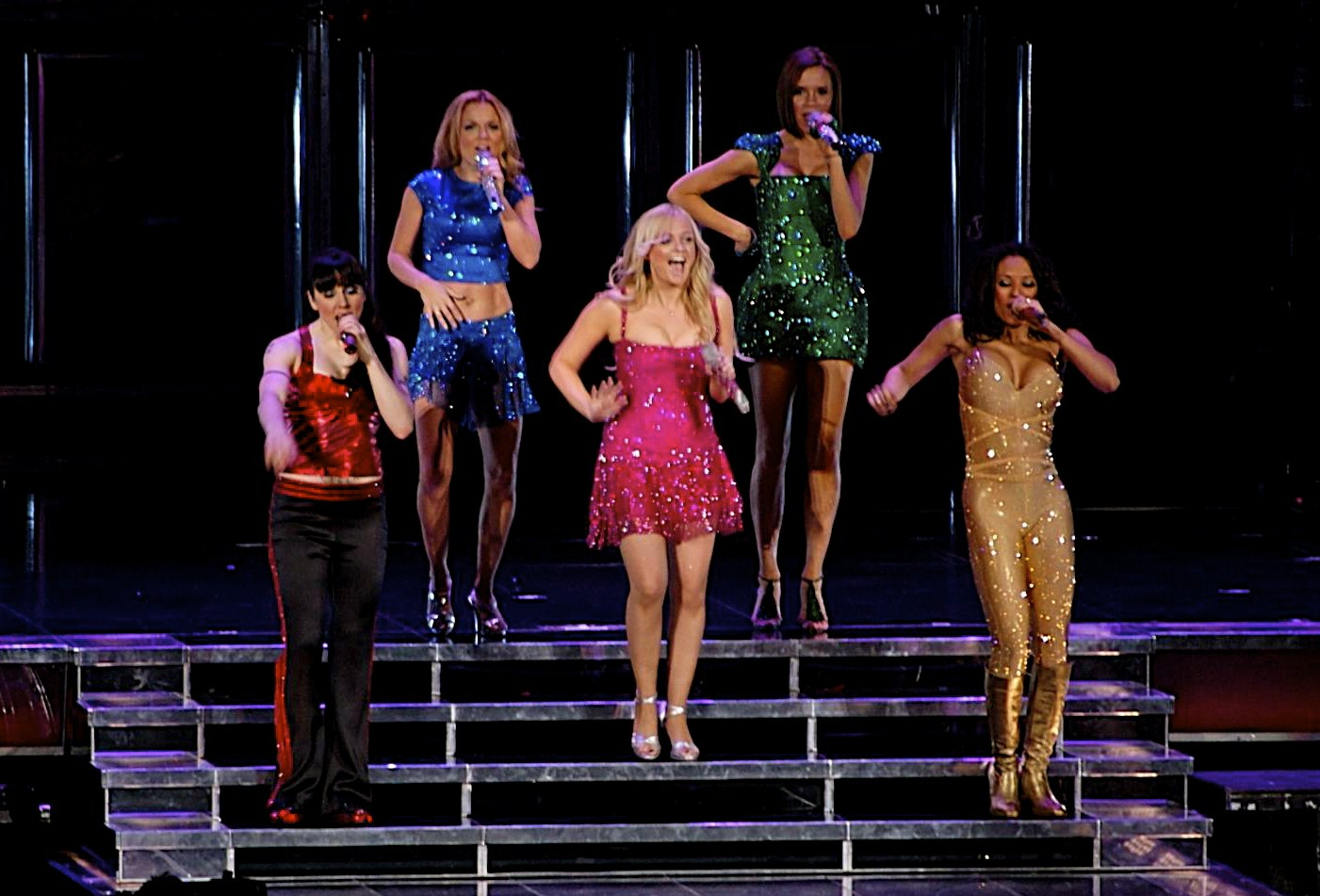
토론토, 에어 캐나다 센터에서 The Return of the Spice Girls 투어 중 "Wannabe" 공연 중인 스파이스 걸스.

1996년 7월 7일, 스파이스 걸스는 데뷔 싱글 "Wannabe"를 영국에서 발매하였다. 발매에 앞서 "Wannabe"의 뮤직 비디오(스웨덴 출신의 광고 감독 요한 카미츠가 연출하고 런던의 세인트판크라스 역에서 촬영)가 음악 채널 The Box에서 공개되었다. 이 비디오는 공개와 동시에 큰 반향을 일으키며 한주 동안 최고 70회가량 방송 되었다. 1996년 7월, 그룹은 음악 잡지 Music Week의 편집자 폴 고먼이 참석한 가운데 버진 레코드의 파리 본사에서 첫 인터뷰를 가졌다. 노래는 3위로 진입한 이후 1위로 상승해 7주 동안 정상을 차지했다. 37개국에서 1위를 차지하며 전 세계적으로 메가 히트를 기록했고, 데뷔 싱글로 가장 많은 판매량을 기록한 동시에 걸 그룹 역사상 가장 많은 판매량을 기록했다.
대중들로부터 폭발적인 인기를 얻은 그룹은 그들의 다음 싱글을 그해 10월, "Say You'll Be There"을 영국과 유럽에 발매했고, 2주 연속 1위를 차지했다. 12월, 다음 싱글 "2 Become 1"을 발매하였고, 이 싱글은 430,000장의 판매량을 기록하며 그들의 크리스마스 넘버 원 싱글이 되었다. 두 노래로 그룹은 50개국 이상의 나라에서 정상과 놀라운 판매량을 기록하며 세계에서 가장 성공한 가수이자 그룹으로 확고히 자리매김했다. 1996년 11월, 스파이스 걸스는 그들의 데뷔 정규 앨범 Spice를 유럽에 발매했다. 전례 없는 엄청난 성공으로 "비틀즈 열풍"과 비교 되기도 했다. Spice는 영국에서만 180만장의 판매량을 기록하며 7주 1위를 달성했고, 스파이스 걸스는 비틀즈 이후, 가장 빠르게 성공한 영국 가수가 되었다. 이 앨범은 영국에서 통산 300만장이 판매하며, 영국에서 가장 많은 판매량을 기록한 여자 그룹으로 10× 플래티넘 인증을 받았으며, 15주 연속 1위를 차지했다. 1997년 동안 앨범은 유럽에서 800만장의 가장 많은 판매량을 기록하며 IFPI으로부터 8× 플래티넘 인증을 받았다.
스파이스 걸스는 런던의 옥스퍼드 스트리트에서의 크리스마스 점등식 행사에서 500,000명의 시민들을 불러 모았다. 동시에 사이먼 풀러는 백만 파운드의 스폰서쉽 계약을 하였고, 스파이스 걸스는 펩시, 워커스, 임펄트, 캐드버리와 폴라로이드의 광고에 연이어 출연하였다. 1996년 12월, 그룹은 런던 아레나에서 열린 스매쉬 히트! 어워드에서 "Say You'll Be There"로 최우수 팝 비디오상을 포함해 3관왕을 차지했다. 1997년 1월, 그룹은 미국에서 "Wannabe"를 발매하였다. 이 싱글은 스파이스 걸스, 리처드 스태너드와 맷 로우가 작사한 곡으로 성공하기 힘들기로 악명이 높은 미국 시장의 빌보드 핫 100 차트에서 11위로 데뷔했다. "Wannabe"는 미국에서 4주 연속 1위를 기록했다. 1997년 2월, 미국에서 Spice를 발매하였고, 1997년 한해동안 미국에서 가장 많은 판매량을 기록하며 연간 1위를 차지했고, 740만장의 판매량으로 미국 음반 산업 협회에서 7× 플래티넘 인증을 받았다. 이 앨범은 또한 미국 판매량을 기반으로 미국 음반 산업 협회 (RIAA)의 역대 TOP 100 안에 포함되었다. 전세계에서 앨범은 통산 2,800만장의 판매량을 기록하였고, 걸 그룹 역사상 가장 많은 판매량을 기록했다.
1997년 3월 30일 채널 5 정식 개국을 축하하기 위해, 개국쇼를 선보였다.
몇달 후, 스파이스 걸스는 브릿 어워드에서 "Say You'll Be There"으로 최우수 영국 비디오상과 "Wannabe"으로 최우수 영국 싱글을 수상했다. 그룹은 1997 브릿 어워드의 오프닝 공연에서 "Who Do You Think You Are" 무대를 선보였는데, 제리 할리웰은 팝 역사상 가장 유명한 의상 중 하나인 유니언 잭 미니 드레스를 입고 나왔다. 1997년 3월, 더블 A-사이드 싱글 "Mama" / "Who Do You Think You Are"를 유럽에서 발매하였고, Spice 이후 다시 1위를 차지했다. 스파이스 걸스는 잭슨 파이브 이후 역사상 네 장의 싱글을 연속 1위를 기록한 그룹이 되었다. 스파이스 걸스의 첫 책 Girl Power!는 버진 메가스토어에서 발매되었다. 이는 하루 만에 20만 카피를 판매, 결국 20개국 이상의 언어로 번역 되었다. 그해 4월, Spice: the Official Video Volume One이 발매되어 500만장이 판매되었다. 그해 5월, 칸 국제영화제에서 스파이스 걸스가 주연을 맡은 영화 《스파이스 월드》의 제작 발표가 공개되었다. 그룹은 또한 영국 로열티에 초청으로 첫 라이브 영국 쇼의 공연을 하였다. 이보르 누벨로 어워드에서 그룹은 "Wannabe"로 올해의 해외 히트 싱글 등 2관왕을 차지했다. 1997년 6월, 《스파이스 월드》의 촬영이 8월까지 진행되었다. 그해 9월, 스파이스 걸스는 뉴욕 라디오 시티 뮤직 홀에서 열린 1997 MTV 비디오 뮤직 어워드에서 "Say You'll Be There"을 공연하였고, "Wannabe"로 베스트 댄스 비디오상을 수상했다. 1997년 빌보드 뮤직 어워드에서 Spice로 올해의 신인가수상, 올해의 핫 싱글 그룹상, 올해의 앨범 그룹상, 올해의 앨범상을 수상하며 그룹은 4관왕을 차지했다.
대한민국 방문
스파이스 걸스는 1997년 Spice 앨범을 홍보하기 위한 차원에서 대한민국을 처음으로 방문했고 MBC 《일요일 일요일 밤에》, KBS2 《토요일 전원출발》 등의 프로그램에 출연했다. 당시 스파이스 걸스가 들렀던 서울의 이태원에 있는 "시골밥상"이라는 음식점에 가면 내한때의 사진도 볼 수 있다.

### 1997–1998: 획기적인 성공,Spiceworld와 할리웰의 탈퇴
1997년 10월, 스파이스 걸스는 Spiceworld의 첫 싱글 Spice Up Your Life"을 발매했다. 1997년 10월 19일 발매된 싱글은 UK 앨범 차트 1위를 기록하였고, 그룹에게는 다섯 번째 1위 싱글이다. 같은 달, 사이먼 풀러는 스파이스 걸스의 첫 라이브 단독 콘서트 터키 이스탄불에서 개최해 40,000명의 관객수를 불러들였다. 이후, 그들은 남아프리카 공화국을 방문해, 넬슨 만델라 대통령을 만나기도 했다. 그해 11월, 스파이스 걸스는 그들의 두 번째 정규 앨범 Spiceworld을 발매하였다. 그들의 경력은 최고조에 달했다. 이 앨범은 전 세계적으로 글로벌 베스트 셀링을 달성했다. 2주에 걸쳐 700만장이 판매되며, 가장 빠르게 판매된 앨범으로 새로운 기록을 수립했다. 유럽과 캐나다, 미국에서는 1,000만장 이상이 판매되었으며, 전 세계에서는 2,000만장이 판매되었다.
이 시기에 그룹은 미국 미디어으로부터 집중적인 과다한 사생활 노출, 고통과 반발에 시달리게 되었다. 그럼에도 불구하고, 스파이스 걸스는 1997년과 1998년 모두의 가장 많은 판매를 기록한 팝 그룹의 자리를 유지했다.

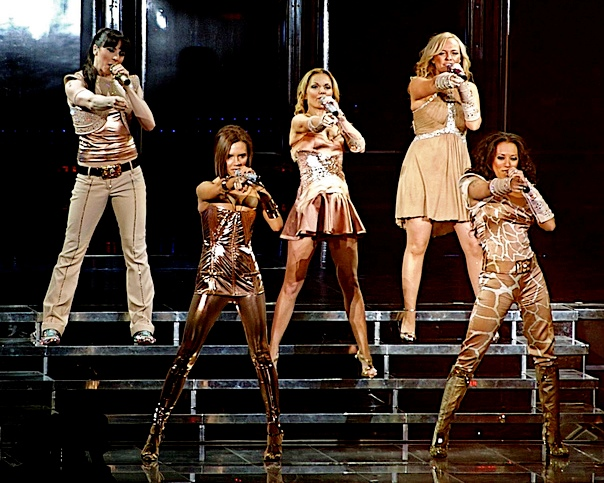
토론토, 에어 캐나다에서 "Spice Up Your Life" 공연중인 스파이스 걸스.

1997년 11월 7일, 그룹은 1997 MTV 유럽 뮤직 어워드에서 "Spice Up Your Life"을 공연했다. 이후, 스파이스 걸스는 그룹 자체의
적으로 운영하기로 결정했고, 자신의 매니저 사이먼 풀러를 해고했다. 많은 전문가들은 풀러가 그룹의 숨겨진 배후자였던 것으로 추측하였고, 이는 그들의 추진력과 방향을 잃었을 때의 순간이었다. 1997년 12월, Spiceworld의 두 번째 싱글 "Too Much"를 발매하였다. 이 노래는 UK 싱글 차트에서 1위를 기록과 동시에 그룹의 두 번째 크리스마스 넘버 원 싱글로 기록 되었다.
1998년 1월 26일, 1998 아메리칸 뮤직 어워드에서 스파이스 걸스는 좋아하는 팝 앨범상, 좋아하는 신인 아티스트상, 좋아하는 팝 그룹상의 3관왕을 차지하였다. 1998년 2월, 스파이스 걸스는 1998 브릿 어워드에서 해외 성공을 거둔 공로의 특별상을 수상하였고, 1998년 2월 빌보드에 따르면 앨범과 싱글은 전 세계에서 4,500만장 이상의 판매량을 기록한 것으로 발표 되었다. 그룹은 그들의 다음 싱글 "Stop"을 발매하였다. 이 노래는 영국에서 그들의 싱글 중 유일하게 1위를 기록하지 못했다.(최고 순위 2위 기록) 앨범에 포함된 "Viva Forever"와 "Never Give Up on the Good Times"는 더블 A-사이드로 발매될 예정이였지만, 그러나 1998년 5월 할리웰이 그룹에서 탈퇴를 발표함에 따라 이 계획은 취소가 되었다. 이 노래는 일곱 번째 1위를 기록했고, 뮤직 비디오는 애니메이션 캐릭터로 제작 되었다.
1998년 초, 스파이스 걸스는 풀러와 계획했던 북미와 유럽을 도는 월드 투어를 착수한다. Spiceworld Tour는 유럽 본토로 이동해 1998년 2월 24일 아일랜드 더블린을 시작으로 남은 영국으로 돌아와 두 번의 공연은 웸블리 아레나와 열 두번의 공연은 버밍엄의 NEC 아레나에서 개최하였다. 이 투어는 150,000명 이상의 관객을 불러 모았다. 그해 말, 스파이스 걸스는 1998 프랑스 월드컵 잉글랜드 대표팀의 공식 주제곡 "How Does It Feel (To Be on Top of the World)"에 참여했다. 이 노래는 UK 차트 1위를 차지했고, 이는 또한 2007년까지 할리웰의 보컬로 기록 된 그룹의 마지막 곡이었다.
1998년 5월 31일, 할리웰은 스파이스 걸스에서 탈퇴를 공식 발표하였다. 할리웰은 그녀가 많이 지쳐있고, 고통스러움에 휴식을 취하고 싶다고 말했다. 하지만 할리웰의 탈퇴 원인으로 멜러니 B와 다툼이 있었다는 소문이 돌기도 했으며, 이 소식에 많은 팬들을 충격을 받았다. 당시 할리웰의 출국 소식은 전 세계 언론의 주요 뉴스 기사로 보도 되었다. 그리고 그해 엔터테인먼트의 가장 큰 뉴스 중 하나로 선정되기도 했다. 이후 할리웰은 성공적인 솔로 활동을 시작했다.
남은 네 명의 멤버들은 그룹은 계속해 활동해 나갈 것이라고 입장을 밝혔고, 그들의 북미 투어는 예정대로 진행되었다. 그러나, 할리웰의 탈퇴는 그룹의 대부분의 계획에 많은 혼란을 가져왔다.
1998년 6월 15일, 웨스트 팜 비치에서 시작한 그룹의 북미 투어는 40일 연속 매진을 기록하며 큰 성공을 거두었고, 6천만 달러의 수익을 올렸다.

### 1998–2000:Forever와 활동 중단

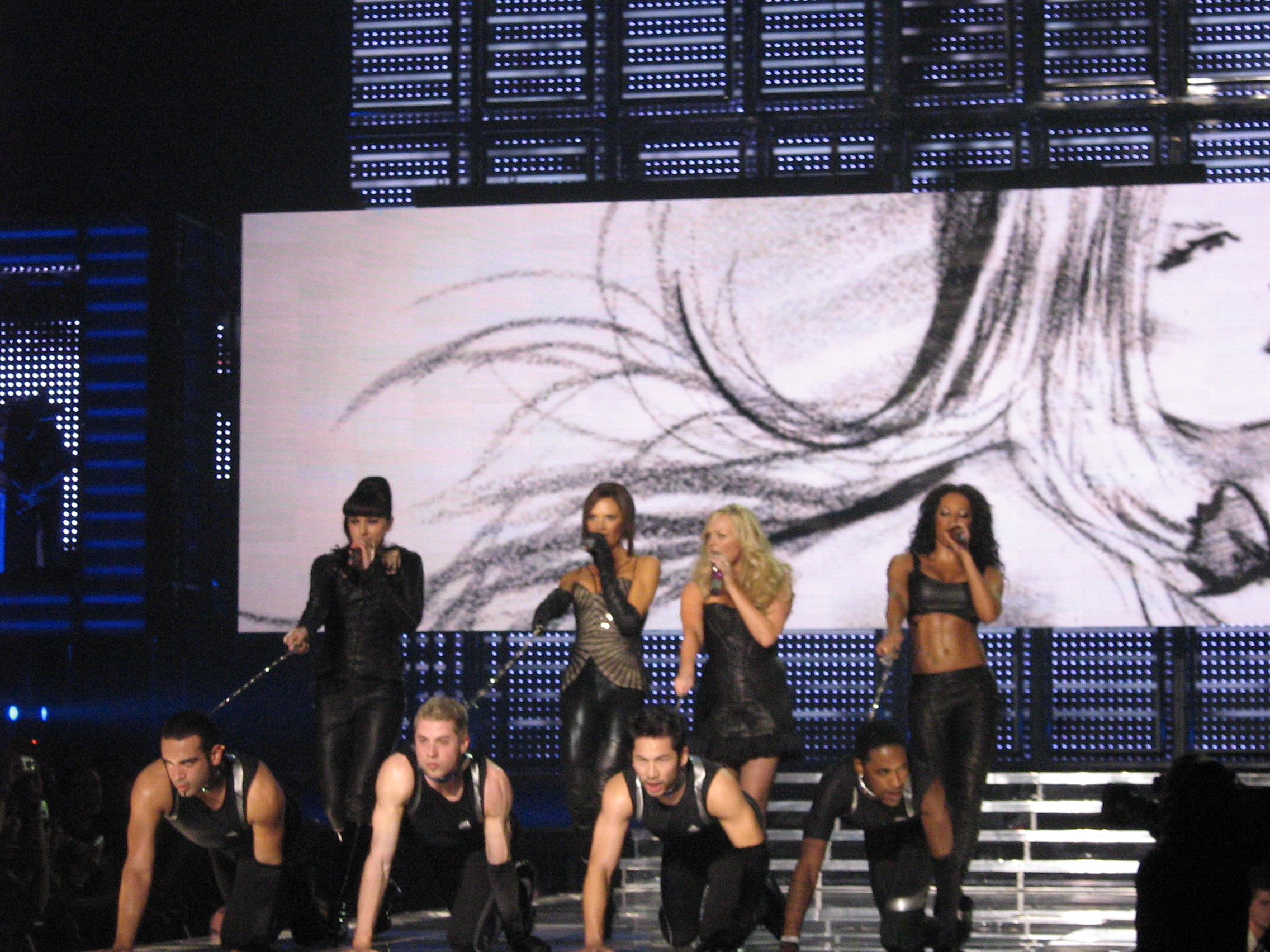
독일 쾰른에서 "Holler" 공연 중인 스파이스 걸스.

반면 미국에서의 투어를 지속적으로 이어간, 그룹은 그들의 새 싱글 "Goodbye"를 1998년 크리스마스에 발매했다. 이 노래는 할리웰에게 헌사하는 곡으로, UK 차트 1위를 차지하며, 그들에게는 세 번째 크리스마스 넘버 원 싱글이다, 비틀즈와 동률의 기록이 되었다. 1998년 말, 번튼과 치점은 그들의 다른 멤버들을 제외하고 1998 MTV 유럽 뮤직 어워드에 참석해 최우수 팝 액트상과 최우수 팝 그룹상을 수상했다. 브라운은 댄서 지미 굴자와 결혼을 하였고, 당시 브라운과 애덤스는 모두 임신을 하고 있었기에 참석할 수가 없었다. 1999년 1월, 브라운은 딸 포닉스 치를 출산했다. 이후 같은 해 3월, 애덤스는 맨체스터 유나이티드의 선수 데이비드 베컴과의 사이에 아들 브루클린을 출산했다. 애덤스는 아일랜드에서 베컴과 결혼식을 올렸다.
스파이스 걸스는 그들의 세 번째이자 세 번째 정규 앨범 작업을 시작하기 위해 8개월의 레코딩 중단 이후, 1999년 8월 스튜디오로 돌아왔다. 앨범의 장르는 초기에 그들의 첫 번째, 두 번째 앨범과 유사하고, 프로듀싱에는 엘리엇 케네디를 포함해 제작 되었다. 이 앨범의 사운드에는 미국의 프로듀서 로드니 저킨스 , 지미 잼과 테리 루이스 등이 참여했다. 1999년 12월, 그들은 영국 런던과 맨체스터에서 Christmas in Spiceworld Tour의 제목을 내건 공연을 개최하였고, 또한 세 번째 앨범의 쇼케이스도 포함되어 새로운 곡들을 선보였다. 그룹은 2000 브릿 어워드 무대에 다시 섰고, 영국 음악 산업에 대한 공로상을 수상했다. 2000년 11월, 그룹의 세 번째 정규 앨범 Forever가 발매되었다.
미국에서 앨범은 빌보드 200 앨범 차트 최고 39위를 기록했다. 영국에서는 같은 주 발매된 웨스트 라이프의 Coast to Coast에 밀려 UK 차트 2위를 기록했다. 리드 싱글 Forever와 더블 A-사이드 "Holler" / "Let Love Lead the Way"는 그룹의 아홉 번째 1위 싱글로 기록 되었다. 2000년 11월 16일 유럽 뮤직 어워드에서 리드 싱글의 유일한 공연을 펼쳤다. Forever 앨범은 전 세계에서 400만장의 판매량을 기록했다.
2000년 12월, 스파이스 걸스는 무기한 활동 중단을 하게 되었고, 그들은 해체가 아니라고 부정했지만, 멤버들은 그들의 미래에 관해서 각각의 솔로 경력에 집중하게 될 것이라고 발표했다.

### 2007–2008: 스파이스 걸스 재결성과Greatest Hits

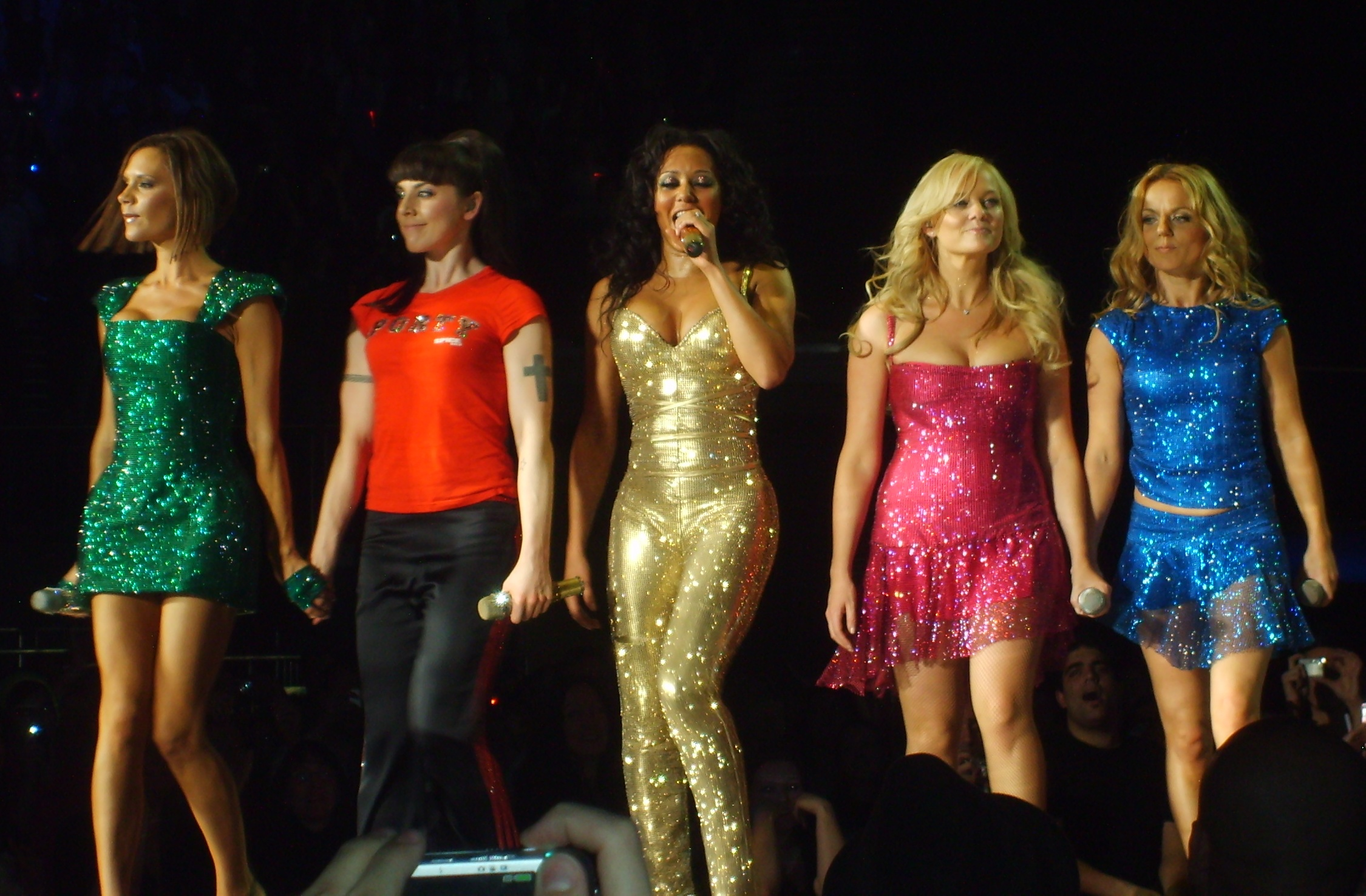
2008년 The Return of the Spice Girls 공연 중인 스파이스 걸스.

2007년 6월 28일, 그룹은 O2 아레나에서 재결합을 발표하는 기자 회견을 가졌다. 이 계획은 오랜 시간 미디어로부터 추측을 하고 있었고, 그룹은 2007년 12월 2일 캐나다 밴쿠버를 시작으로 하는 월드 투어를 착수한다. 영화 감독의 밥 스미튼이 재결합 공식 다큐멘터리의 연출을 맡았다. 제목은 《Giving You Everything》로 오스트레일리아에서는 FOX8에서 2007년 12월 16일, 영국에서는 BBC One에서 12월 31일 방송 되었다. "The Return of the Spice Girls" 월드 투어의 첫 번째 런던 공연의 티켓 판매는 38초 만에 매진 되었다. 팬들의 항의로 인해 런던에서의 공연이 6일 추가 되었고, 역시 오픈과 동시에 매진 되었다. 미국에서의 라스베가스, 로스 앤젤레스와 산 호세 공연도 추가 되어 매진 되었다. 이후 스파이스 걸스는 시카고와 디트로이트와 보스턴, 뉴욕에서 공연도 추가 발표하였다. 캐나다에서 첫 스타트를 끊은 그들의 재결합 첫 콘서트는 15,000명의 관객을 불러모으며, 20곡 노래를 총 8시간 동안 선보였다. 투어 매진과 함께, 스파이스 걸스는 테스코의 영국 슈퍼마켓 광고에 출연했다.
그룹의 컴백 싱글 "Headlines (Friendship Never Ends)"은 BBC가 전세계적으로 진행하는 불우아동돕기 기금 마련 행사인 "BBC 칠드런 인 리드"의 자선 싱글로 2007년 11월 5일 발매되었다. 스파이스 걸스의 첫 프로모션으로는 헐리우드의 코닥 극장에서 열린 빅토리아 시크릿 패션 쇼에서 공연을 펼쳤다. 그들은 이날 1998년 발표한 싱글 "Stop"과 그들의 Greatest Hits의 리드 싱글 "Headlines (Friendship Never Ends)"의 두 곡을 열창하였다. 이 싱글은 UK 싱글 차트 최고 11위를 기록하였고, 이는 현재까지 그들의 영국 싱글 차트 중 가장 낮은 기록이다. 그러나, 앨범은 UK 앨범 차트 2위를 기록하였다. 2008년 2월 1일, 각 멤버들의 스케줄과 맞지 않아 일정 조정이 힘들어 그들의 월드 투어는 2008년 2월 26일 토론토가 마지막이 될 것이라고 발표되었다. 이로 인해 아쉽게도 베이징, 홍콩, 상하이, 시드니, 케이프 타운와 부에노스 아이레스의 공연 일정이 취소되었다.
2008년 3월, 그룹은 캐피탈 어워드에서 아이콘상을 수상하였고, 번튼과 치점이 참석했다. 같은 해 6월, 글래머 어워드에서 최우수 밴드상을 번튼, 브라운과 할리웰이 대표로 수상했다. 9월에는 보다폰 뮤직 어워드에서 최우수 라이브 컴백상을 번튼이 수상했다.

### 2010–2012:Viva Forever뮤지컬과 런던 올림픽

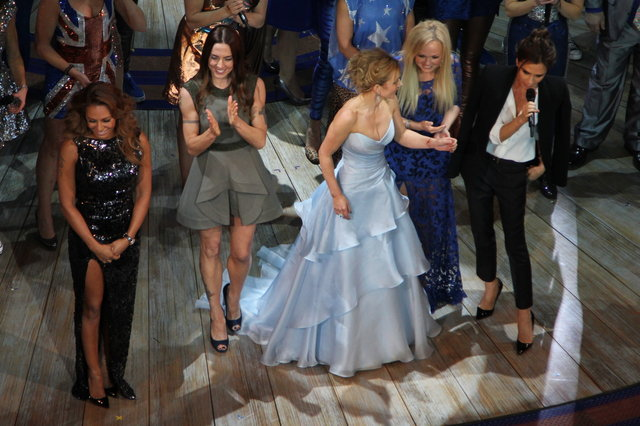
2012년 Viva Forever: The Musical 시사회에서 스파이스 걸스.

2010년, 스파이스 걸스는 브릿 어워드에서 그들의 노래 "Wannabe"와 "Who Do You Think You Are"의 브릿 어워드에서의 공연으로 30년 결산 영국 퍼포먼스(최우수 공연)에 후보 지명되었다. 그룹을 대표해 할리웰과 브라운이 참석해 상을 수상했다. 그들은 사이먼 풀러, 공연 기획자 주디 크레이머, 각본가 제니퍼 사운더즈와 함께 스파이스 걸스의 음악을 기반으로 한 뮤지컬 비바 포에버! 제작에 대한 제안을 받는다. 이 뮤지컬은 공전의 히트를 기록한 ABBA의 뮤지컬 맘마 미아!와 같은 맥락이다. 2년 후, 2012년 6월, 런던에서 열린 《비바 포에버!》를 홍보하기 위한 기자회견으로 4년 만에 처음으로 그룹은 한자리에 모였다. 기자회견은 세인트 판크라스 르네상스 런던 호텔에서 열렸고, 이 호텔은 그룹이 16년 전 "Wannabe" 뮤직 비디오를 촬영한 곳이도 하다.
2012년 8월, 그룹은 언론과 많은 대중들의 추측으로 2012 런던 하계 올림픽 폐막식에 등장할 것이라고 예상 되었고, 8월 12일 그룹은 "Wannabe"와 "Spice Up Your Life"를 열창하며 다시 한 자리에 모여 공연을 펼쳤다. 그들의 공연은 트위터에서 분당 116,000 이상의 트윗을 기록했고, 올림픽 폐막식 공연 중에서 가장 많은 트윗이였다. 2012년 12월 11일, 그룹은 웨스트 엔드의 피카딜리 극장에서 초연 된 《비바 포에버: 더 뮤지컬》 런칭 행사에 참석했다. 뮤지컬 제작에 과정을 다룬 그룹의 다큐멘터리 《Spice Girls' Story: Viva Forever!》가 ITV1에서 2012년 12월 24일 방송되었다.

## 관련 된 작품 및 상품

### 영화
스파이스 걸스는 1997년 6월부터 촬영을 시작해, 그들의 첫 영화 데뷔작으로 밥 사피어스가 감독을 맡았다. 앨범을 동반한 의미로, 코믹 스타일로 영화의 내용은 비틀즈의 1960년대 영화 《하드 데이즈 나이트》와 같은 맥락이다. 스파이스 걸스는 이 영화에서 다소 망가지는 코믹 연기도 거리낌 없이 선보였으며, 로저 무어, 스티븐 프라이, 엘튼 존, 리처드 오브라이언, 제니퍼 손더스, 리처드 E. 그랜트, 엘비스 코스텔로, 미트 로프 등의 영국의 유명 인사들이 카메오 출연하였다.
1997년 12월, 개봉되었으며 1998년 1월 25일 미국의 슈퍼볼 위크에서 선풍적인 인기를 끌며, 첫 주말 박스 오피스 판매(1,052만 7,222 달러)를 기록하였다. 이 영화는 전 세계적으로 7,700 달러의 박스 오피스 수익을 거뒀다. DVD와 영화 티켓은 미국 3,000만 달러와 영국 1,100만 파운드의 합계 1억 달러를 수익을 거뒀으며, 제작비에 비하면 엄청난 수익이였지만 당시 스파이스 걸스의 인기에 비해서는 저조한 수입을 올렸다는 평가를 받았다. 또한 상업적 대성공에도 불구하고 영화는 평론가들의 혹평을 받으며, "최악의 여우주연상" 등을 수상하는 등 1999년 골든 라즈베리상 7개부분 후보에 지명되었다.

### Viva Forever: The Musical
주크박스 뮤지컬로 제니퍼 사운더즈가 극본을, 폴 게링턴이 연출, 주디 크레이머가 기획과 제작을 맡았다. 스파이스 걸스의 노래를 기반으로, 이 쇼는 2012년 11월 27일 런던 웨스트엔드의 피카딜리 극장에서 열린 기자회견에서 첫 선을 보였고, 12월 11일 초연을 하였다. 스파이스 걸스의 히트곡인 "Wannabe", "Spice Up Your Life", "Stop", "Mama", "Viva Forever"를 포함한 그들의 수많은 히트 곡들이 등장한다.

### 캐릭터 상품 및 광고 출연
1997년 스파이스 걸스는 폭발적인 인기의 영향으로 수많은 광고에 출연과 동시에 캐릭터 상품화되었다. 스파이스 걸스 브랜드는 1997년 한해 동안 상품을 통해 전 세계적으로 3억 파운드 이상을 생산했다. 전 세계적으로, 그룹의 총 수익은 1996년과 1998년 사이에 5억~8억 달러를 벌어들인 것으로 추정하고 있다. 1990년대 "스파이스매니아"를 양성하며, 의류, 스티커, 엽서, 펜, 가방, 신발, 시계, 모자, 화장품, 장난감, 식품, 머그컵, 백팩, 잡지, 책, 비디오 등을 포함해 다양한 제조 업체에 의해 생산 된 많은 공식과 비공식 제품이 있다. 1997년 여름 동안, 그룹은 전세계 브랜드로 "매진"을 일으켰지만, 대형 기업 비즈니스와 너무 많은 후원 계약과 과도한 상품화로 인해 비난의 대상이 되기도 했다.
| 제품명                                                                                             | 참조 |
| -------------------------------------------------------------------------------------------------- | --- |
| 펩시 콜라 (Pepsi Cola)                                                                             | 500만 파운드(미국 1,000만 달러)의 개런티를 받고 출연했다. 광고 속에 등장하는 프로모셔널 싱글 "Step to Me", "Move Over"을 발표했다. |
| 츄파춥스 (Chupa Chups)                                                                             | |
| 워커스 크리스프스 (Walkers Crisps)                                                                 | |
| 캐드버리 초콜릿 (Cadbury Chocolate)                                                                | |
| 폴라로이드 사진기 (Polaroid Corporation)                                                           | |
| 유니레버 임펄트 데오드란트 (Impulse Deodorant) - "Impulse Spice"                                   | 향수, 탈취제, 샤워젤 등의 광고 외에 스파이스 걸스와 콜라보레션한 향수가 출시되었다. |
| 아프릴리아 스쿠터 (Aprilia Scooters)                                                               | |
| ASDA 슈퍼마켓 (ASDA Supermarket)                                                                   | 100만 파운드(미국 200만 달러)의 개런티를 받고 출연했다. 영국의 슈퍼마켓 체인점으로, 1997년 크리스마스에는 스파이스 걸스 상표의 플랫폼 슈즈 스니커즈와 심지어 스파이스 걸스 레스토랑에서 어린이 식사 브랜드 등 뿐만 아니라 파티 용품, 크리스마스 용품, 초콜릿 비스킷, 쿠키, 케이크, 피자, 타월, 베개, 콩 가방, 의류 용품 등의 40가지 제품이 개발 되어 판매되었다. |
| 도미노 슈가 (Domino Sugar)                                                                         | |
| 스파이스 걸스 인형 (Spice Girls Dolls)                                                             | "Galoob Toy" 완구사에서 출시되어 1997년~1998년 크리스마스 시즌에 베스트 셀러 인형이 될만큼 큰 히트가 되었다. |
| 플레이스테이션 비디오 게임 (PlayStation video game) - "Spice World" (게임 발매일: 1998년 7월 31일) | |
| 영국 지상파 민영방송국 채널 5 (Channel Five)                                                       | 프로모션의 일환으로 공식 곡 "1,2,3,4,5!"의 뮤직비디오가 제작 되었다. |
| 타깃 스토어즈 (Target Stores)                                                                      | |
| 테스코 슈퍼마켓 (Tesco Supermarkets)                                                               | 500만 파운드(미국 1,000만 달러)의 개런티를 받고 출연했다. 2007년 재결합을 발표한 스파이스 걸스의 첫 광고 출연으로 크리스마스의 2버전으로 방송되었다. |

## 음반 목록
- Spice (1996)
- Spiceworld (1997)
- Forever (2000)

## 콘서트 투어
- Spiceworld Tour (1998)
- Christmas in Spiceworld (1999)
- The Return of the Spice Girls (2007–08)

## 수상 및 후보
스파이스 걸스는 수많은 상을 수상하였는데, 다섯 번의 브릿 어워드, 세 번의 아메리칸 뮤직 어워드, 세 번의 MTV 유럽 뮤직 어워드, 한 번의 MTV 비디오 뮤직 어워드와 세 번의 월드 뮤직 어워드를 수상했다. 2010년 1월 기준, 그들은 전 세계적으로 8,000만장 이상의 음반을 판매한 기록을 보유하고 있으며, 유럽에서 1,300만장, 미국에서 1,400만장과 캐나다에서는 240만장의 판매량을 기록했다. 그룹은 데뷔와 동시에 국제적인 엄청난 성공을 거두었다. 그들은 또한 영국 밴드 최초로 1975년 한해에 두 장의 앨범이 미국 빌보드 200 앨범 차트에서 연속 1위를 차지한 롤링 스톤즈에 이어 정상을 차지한 동률의 기록을 보유하고 있다.(Spice와 Spiceworld).
이 외에도, 스파이스 걸스는 1998년 한해 2,960만 파운드를 벌어들여, 모든 여성 그룹 중에서 가장 높은 연간 수입을 달성했다.(미국 달러로 추정은 4,900만 달러).

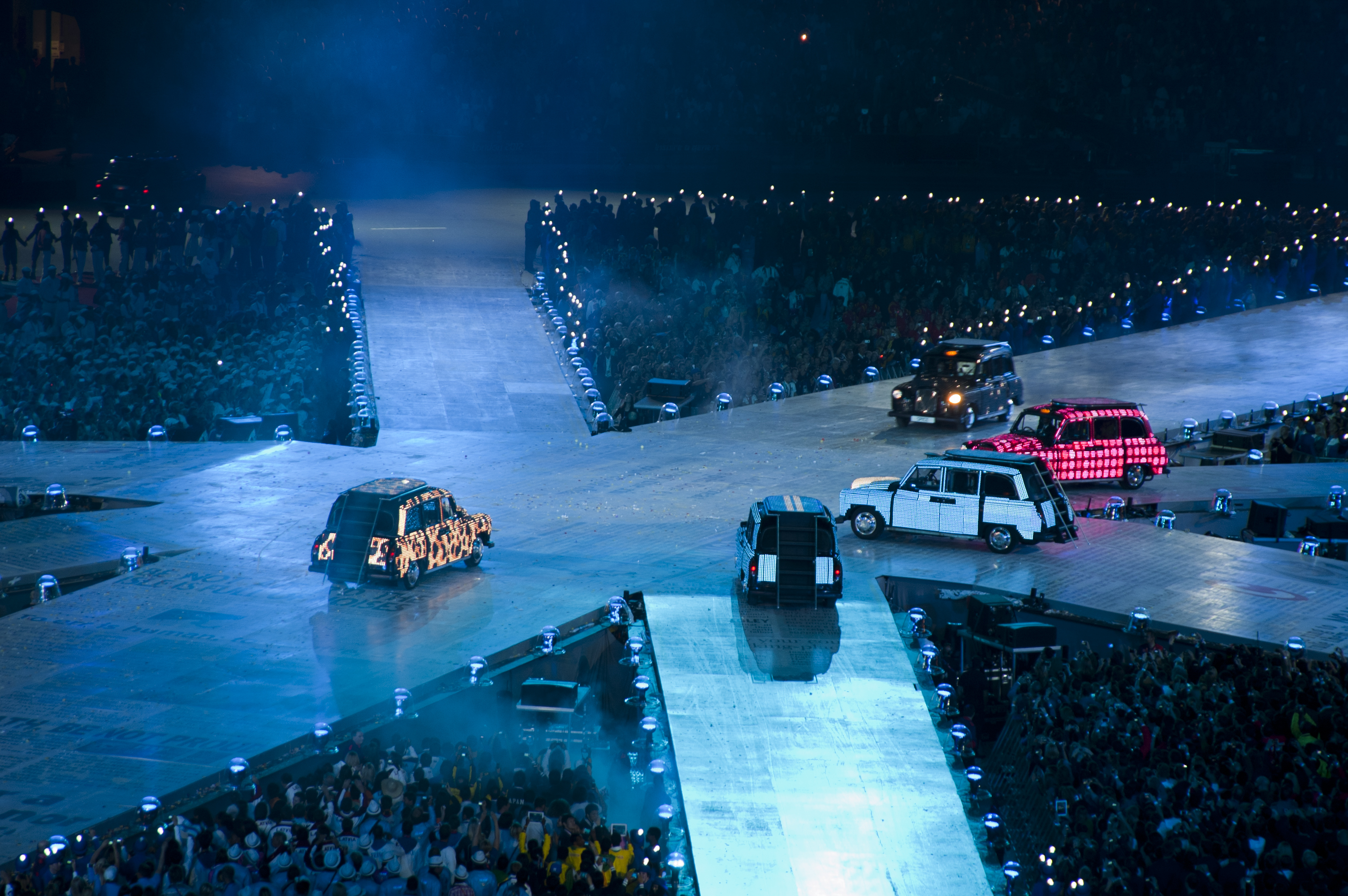
2012년 런던 올림픽 폐막식에서 공연 중인 스파이스 걸스.

그들은 아홉 번의 1위 싱글을 갖고 있으며, 이는 영국에서 ABBA와 동률이며 그 외로는 테이크 댓 (11회), 더 쉐도우즈 (12회), 마돈나 (13회), 웨스트 라이프 (14회), 클리프 리처드 (14회), 비틀즈 (17회)와 엘비스 프레슬리 (21회)가 있다. 그룹은 영국에서 크리스마스 넘버 원 싱글 세 장을 보유하고 있고("2 Become 1", 1996; "Too Much", 1997; "Goodbye", 1998); 이는 비틀즈와 같은 기록이다. 그들의 첫 싱글 "Wannabe"는 모든 여성 그룹 중에서도 가장 성공한 노래로 꼽히고 있다.
Spice는 영국에서 300만장을 판매하며, 열 여덟 번째로 가장 많은 판매량을 기록한 앨범이다. 15주 동안 1위를 기록한 영국의 유일한 걸 그룹이다. 또한 그들은 가장 많은 앨범을 판매한 걸 그룹으로 이 앨범은 전 세계적으로 2,800만장을 판매했다. Spiceworld는 발매 2주만에 700만장을 판매했으며, 영국에서만 140만장이 14일간 판매되었다.
영화 《스파이스 월드》는 미국의 슈퍼볼 위크에서(1998년 1월 25일) 첫 주말 박스 오피스 판매(1천 50만 달러)를 하며, 가장 높은 사상 주말 데뷔 영화 기록을 세웠다. 이 영화는 UK 비디오 차트에서 발매 첫 날 55,000장 이상을 판매하였고, 첫 주에 270,000장을 판매했다.
The Return of the Spice Girls 투어는 1,650만 파운드(미국 3,300만 달러)를 벌어들이며, 2008년 가장 높은 수익률을 기록한 콘서트로 발표 되었다. 이 투어는 티켓 판매 및 캐릭터 상품들을 포함해 총 1억 720만 달러의 수익을 냈다.(투어 수익은 7,000만 달러)

## 관련 도서
- 필 하디. The Faber Companion to 20th century Popular Music (파버 앤 파버, 2001) ISBN 0-571-19608-X
- 콜린 라킨. The Virgin Encyclopaedia of Popular Music (4th ed.) (버진 북, 2003.) ISBN 1-85227-923-0
- 맥기번, 롭 (1997). 《Spice Power: The Inside Story》. 맥밀란 출판사. ISBN 0752211420.
- 데이비드 싱클레어. Wannabe: How the Spice Girls Reinvented Pop Fame (옴니버스 프레스, 2004)